# 6e législature de la Colombie-Britannique

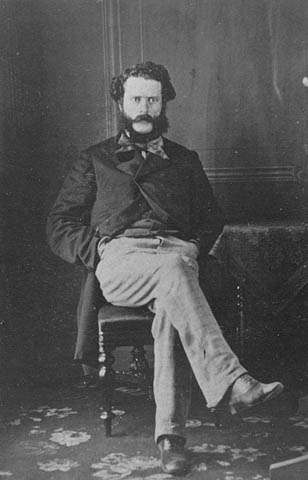
John Robson, premier ministre (1889-1892)

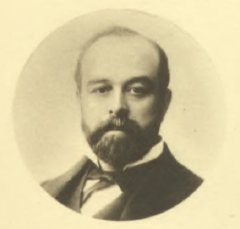
Theodore Davie, premier ministre (1892-1895)

La 6e législature de la Colombie-Britannique a siégé de 1891 à 1894. Ses membres sont élus lors de l'élection générale de 1890 (en). John Robson demeure premier ministre jusqu'à son décès en 1892. Theodore Davie lui succède.
David Williams Higgins est président de l'Assemblée pendant la durée de la législature.
Il y a eu quatre sessions durant la 6e législature.
| Session | Début           | Fin           |
| ------- | --------------- | ------------- |
| 1re     | 15 janvier 1891 | 20 avril 1891 |
| 2e      | 28 janvier 1892 | 23 avril 1892 |
| 3e      | 26 janvier 1893 | 12 avril 1893 |
| 4e      | 18 janvier 1894 | 12 avril 1894 |

## Membre de la 6elégislature
| Député                       | Circonscription      | Part1        |
| ---------------------------- | -------------------- | ------------ |
| Thomas Fletcher              | Alberni              | Gouvernement |
| Joseph Mason                 | Cariboo              | Gouvernement |
| John Robson                  | Cariboo              | Gouvernement |
| Samuel Augustus Rogers       | Cariboo              | Gouvernement |
| Robert Hanley Hall           | Cassiar              | Gouvernement |
| Joseph Hunter                | Comox                | Gouvernement |
| Henry Croft                  | Cowichan             | Gouvernement |
| Theodore Davie               | Cowichan             | Gouvernement |
| James Baker                  | East Kootenay        | Gouvernement |
| David Williams Higgins       | Esquimalt            | Gouvernement |
| Charles Edward Pooley        | Esquimalt            | Gouvernement |
| John Paton Booth             | The Islands          | Gouvernement |
| Alfred Wellington Smith      | Lillooet             | Gouvernement |
| David Alexander Stoddart     | Lillooet             | Opposition   |
| William Thomas Forster       | Nanaimo              | Travailliste |
| Colin Campbell McKenzie      | Nanaimo              | Fermier      |
| Thomas Keith                 | Nanaimo City         | Travailliste |
| John Cunningham Brown        | New Westminster City | Indépendant  |
| Francis Lovett Carter-Cotton | Vancouver City       | Opposition   |
| James Welton Horne           | Vancouver City       | Indépendant  |
| George William Anderson      | Victoria             | Gouvernement |
| David McEwen Eberts          | Victoria             | Gouvernement |
| Robert Beaven                | Victoria City        | Opposition   |
| John Grant                   | Victoria City        | Opposition   |
| George Lawson Milne          | Victoria City        | Opposition   |
| John Herbert Turner          | Victoria City        | Gouvernement |
| James M. Kellie              | West Kootenay        | Independent  |
| Thomas Edwin Kitchen         | Westminster          | Opposition   |
| James Punch                  | Westminster          | Opposition   |
| John Robson                  | Westminster          | Gouvernement |
| George Bohun Martin          | Yale                 | Gouvernement |
| Charles Augustus Semlin      | Yale                 | Opposition   |
| Forbes George Vernon         | Yale                 | Gouvernement |

Notes:
1. ↑  Candidat soutien de l'administration Robson
2. ↑  Opposé à l'administration Robson
3. 1 2  Les deux candidats travailliste sont nommés par le Miners' and Mine Labourers' Protective Association (MMLPA)
4. ↑  Candidat fermier ("farmers' candidate") soutenu par le MMLPA
5. ↑  Élu simultanément dans Wesminster et Cariboo, demeure député de Cariboo

## Élections partielles
Durant cette période, une élection partielle était requise à la suite de la nomination d'un député au cabinet.
- James Baker ministre de l'Éducation et de l'Immigration[5], sans opposition le 30 juillet 1892

D'autres élections partielles ont été tenues pour diverses autres raisons:
| Circonscription | Député               | Élection         | Motif                                                             |
| --------------- | -------------------- | ---------------- | ----------------------------------------------------------------- |
| Westminster     | Colin Buchanan Sword | 20 novembre 1890 | J. Robson démissionne, doublement élu dans Westminster et Cariboo |
| Cariboo         | Ithiel Blake Nason   | 20 mars 1891     | Décès de J. Mason le 2 décembre 1890                              |
| Cariboo         | Hugh Watt            | 30 novembre 1892 | Décès de J. Robson le 29 juin 1892                                |
| Cariboo         | William Adams        | 30 novembre 1893 | Décès de I.B. Nason le 27 mais 1893                               |